# Caja de Accidentes del Trabajo
La Caja de Accidentes del Trabajo fue una institución pública chilena que tenía como funciones asegurar directa e indirectamente todas los organismo del Fisco, las municipalidades e instituciones fiscales y semifiscales contra accidentes del trabajo, por medio de la contratación de la Caja como asegurador y la atención médica de los beneficiarios accidentados. 
Creado en 1932 (Decreto Ley N° 102) como la Sección de Accidentes del Trabajo de la Caja Nacional de Ahorros. Su separación y creación como organismo fiscal autónomo se efectuó por el Decreto 1.267 de 1942 con el nombre de Caja de Accidentes del Trabajo.
Del departamento médico dependieron los hospitales traumáticos de Santiago, Valparaíso, Coquimbo, Concepción, Temuco, Osorno y Valdivia y la Clínica Traumatológica de Antofagasta.
En 1968 por la Ley N° 16.744 que establece normas sobre accidentes del trabajo y enfermedades profesionales de 1968 la Caja es fusionada con el Servicio de Seguro Social, con la excepción de las funciones relacionadas con atención médica, hospitalaria y técnica de salud, higiene y seguridad industrial y los hospitales y clínicas que son absorbidas y asimiladas por el Servicio Nacional de Salud. Este en último caso como Centros de Traumatología y Ortopedia.